# Taiyō (Schiff)
Die Taiyō (jap. 大鷹, dt. „großer Falke; Habicht“) war ein Geleitträger der Kaiserlich Japanischen Marine. Sie war das Typschiff der Taiyō-Klasse, die mit der Un’yō und Chūyō aus zu Geleitträgern umgebauten Passagierschiffen bestand.

## Geschichte

### Einsatz als Truppentransporter und Umbau
Die spätere Taiyō wurde als Kasuga Maru (17.163 BRT, 19 kn) am 6. Januar 1940 bei der Werft von Mitsubishi in Nagasaki auf Kiel gelegt und lief am 19. September 1940 von Stapel. Sie war ein für die Reederei Nippon Yūsen gebauter Kombifrachter, welcher im Liniendienst zwischen Europa und Japan verkehren sollte.
Nach Fertigstellung diente das Schiff als Truppen- und Nachschubtransporter zwischen den japanischen Inseln und Chichi-jima, Saipan, Formosa, Truk, Ponape und Fais.
Wie bei allen japanischen Geleitträgern konnten auf der Taiyō nur Flugzeugen starten, aber aufgrund des sehr kurzen Flugdecks war keine Landemöglichkeit gegeben. Wie alle japanischen Geleitträgern diente das Schiff nur zum Transport von Flugzeugen, Materialtransport und zur Pilotenausbildung.
Am 1. Mai 1941 begann die japanische Marine mit dem Umbau zu einem Geleitträger auf der Werft in Sasebo, der bis zum 2. September andauerte.

### Einsatz als Flugzeugträger
Die Kasuga Maru wurde anschließend der 4. Trägerdivision zugeteilt und brachte unter Kapitän Ishii Norie (石井 芸江) Ende November Kampfflugzeuge nach Palau. Weitere Fahrten führten sie 1942 wiederum nach Truk sowie nach Rabaul und Maloelap.
Anfang August löste Kapitän Takatsugu Kan’ichi (高次 貫一) Kapitän Ishii ab und die Kasuga Maru wurde am 31. August 1942 offiziell in Taiyō umbenannt.
Nachdem das Schiff schon auf seinen vorherigen Fahrten öfters alliierten Angriffen ausgesetzt war, aber nie Beschädigungen erlitt, traf am 28. September um 13:25 Uhr ein Torpedo der Trout 65 Kilometer südlich von Truk das Heck und riss 13 Besatzungsmitglieder in den Tod. Die Taiyō konnte mit gedrosselter Geschwindigkeit später am Tag Truk erreichen. Nach einer dort ausgeführten Notreparatur lief der Träger nach Kure und wurde dort bis zum 26. Oktober wiederhergestellt. Das Kommando wechselte in dieser Zeit zu Kapitän Fujita Tarōhachi (篠田 太郎八).
Bis zum September 1943 wurde die Taiyō hauptsächlich im Pendelverkehr zwischen Yokosuka und Truk eingesetzt. Dabei versuchten amerikanische U-Boote mehrfach den Geleitträger zu torpedieren. Am 9. April 1943 schoss die Tunny einen Torpedofächer in einen von der Taiyō begleiteten Konvoi. Dabei wurde die Taiyō von vier Torpedos, die allerdings alle nicht explodierten, an der Backbordseite getroffen. Eine Reparatur musste danach nicht ausgeführt werden.
Ein weiterer Kommandowechsel fand am 29. Mai statt, als Kapitän Matsuda Takamatsu (松田 尊睦) den Befehl über die Taiyō erhielt.
Die Pike schoss am 6. August vier Torpedos auf den Träger ab, der zu diesem Zeitpunkt auf dem Weg von Truk nach Yokosuka war. Die Taiyō erhielt keinen Treffer und blieb daher wiederum unbeschädigt. Leichtere Schäden erlitt sie allerdings am 24. September nach einem Torpedotreffer durch die Cabrilla, der in die Steuerbordseite des Hecks einschlug und die Steuerbordschraube außer Funktion setzte. Der Träger musste vom Geleitträger Un’yō nach Yokosuka geschleppt werden und wurde dort bis zum 11. November in Stand gesetzt. Sechs Tage später ersetzte Kapitän Matsuno Toshiro (松野 俊郎) Kapitän Matsuda.
Im Dezember wurde die Taiyō von der Vereinigten Flotte dem neu gebildeten Geleitkommando unterstellt und wurde vom Januar bis April 1944 in Yokohama großangelegten Modernisierungen unterzogen, wobei im Februar Kapitan Matsuno von Beppu Akitomo (別府 明朋) abgelöst wurde. Anschließend fuhr die Taiyō unter dem Kommando von Kapitän Sugino Shuichi (杉野 修一) über Yokosuka nach Kure, wo sie am 29. April der 1. Geleitgruppe zugewiesen wurde. Die folgenden Fahrten führten die Taiyō in den südostasiatischen Raum, hauptsächlich nach Manila und Singapur.

### Untergang
Am 18. August kam es vor Bolinao auf Luzon zu einer erneuten Torpedierung der Taiyō. Die Rasher schoss zwei Torpedos auf den Geleitträger ab, von denen einer um 22:22 Uhr einen Tank im Heck auf der Steuerbordseite traf, der sofort in einer großen Explosion detonierte. Die Taiyō begann zu brennen und weitere Explosionen erschütterten den Träger, von denen die größte und heftigste einen Öltank mittschiffs auf der Backbordseite betraf. Kapitän Sugino ordnete daraufhin das sofortige Verlassen des Schiffs an, jedoch versank die Taiyō innerhalb kürzester Zeit und riss um 22:48 Uhr einen großen Teil der Mannschaft mit in den Tod. 747 Männer ertranken und ungefähr 400 überlebten den Untergang, unter ihnen auch Kapitän Sugino.

## Liste der Kommandanten
| Nr. | Name                                           | Beginn der Amtszeit | Ende der Amtszeit | Bemerkungen |
| --- | ---------------------------------------------- | ------------------- | ----------------- | ----------- |
| 1.  | Kapitän zur See Ishii Norie (石井 芸江)        | 1940                | 4. August 1942    |             |
| 2.  | Kapitän zur See Takatsugu Kan’ichi (高次 貫一) | 4. August 1942      | 24. Oktober 1942  |             |
| 3.  | Kapitän zur See Fujita Tarōhachi (篠田 太郎八) | 24. Oktober 1942    | 29. Mai 1943      |             |
| 4.  | Kapitän zur See Matsuda Takamatsu (松田 尊睦)  | 29. Mai 1943        | 17. November 1943 |             |
| 5.  | Kapitän zur See Matsuno Toshiro (松野 俊郎)    | 17. November 1943   | 15. Februar 1944  |             |
| 6.  | Kapitän zur See Beppu Akitomo (別府 明朋)      | 15. Februar 1944    | 20. März 1944     |             |
| 7.  | Kapitän zur See Sugino Shuichi (杉野 修一)     | 20. März 1944       | 18. August 1944   |             |